# Castagnole Monferrato
Castagnole Monferrato là một đô thị ở tỉnh Asti vùng Piedmont thuộc Ý, nằm ở vị trí cách khoảng 50 km về phía đông của Torino và khoảng 11 km về phía đông bắc của Asti. Tại thời điểm ngày 31 tháng 12 năm 2004, đô thị này có dân số 1.238 người và diện tích là 17,3 km².
Castagnole Monferrato giáp các đô thị: Asti, Calliano, Grana, Montemagno, Portacomaro, Refrancore và Scurzolengo. 